# Sol (birra)
La Sol è una marca di birra messicana prodotta dalla Cuauhtemoc Moctezuma Cerveceria del gruppo Femsa.

## Storia
La Sol viene fondata nel 1889 a Città del Messico con il nome originale di El Sol.

## Tipi di birra e caratteristiche
- Sol brava. Ha una gradazione alcolica del 6%.
- Sol cero, la prima birra senza alcol prodotta in Messico.
- Sol clara, prodotta anche in versione scura. È una birra premium lager a bassa fermentazione, caratterizzata da leggerezza di corpo, non presenta gusto amaro. Si beve solitamente dalla bottiglia con una fetta di lime o di limone inserita dal collo. Ha una gradazione alcolica del 4,5%.
- Sol light.